# Calandula
Calandula (auch Kalandula, bis 1975 Duque de Bragança) ist eine Kleinstadt und ein Landkreis in Angola. In der Nähe befinden sich einige Wasserfälle des Lucala-Flusses, insbesondere die bekannten Kalandula-Fälle. Sie gelten als zweithöchste Wasserfälle Afrikas.

## Geschichte
Der Ort wurde Mitte des 19. Jahrhunderts von portugiesischen Siedlern gegründet. Sie nannten ihn Duque de Bragança, nach dem portugiesischen König D. Pedro V. aus dem Haus Sachsen-Coburg und Gotha, der zudem Herzog von Braganza war. Der Ort wurde am 2. September 1929 von der portugiesischen Kolonialverwaltung zur Kleinstadt (Vila) erhoben und zum Sitz eines eigenen Kreises. Nach der Unabhängigkeit 1975 legte Duque de Bragança seinen portugiesischen Ortsnamen ab und trägt seither seine heutige Bezeichnung.

## Verwaltung
Calandula ist Sitz eines gleichnamigen Landkreises (Município) in der Provinz Malanje. Der Kreis umfasst 70.037 km² und hat etwa  100.000 Einwohner (Schätzung 2014). Die Volkszählung 2014 soll fortan gesicherte Bevölkerungsdaten liefern.
Der Kreis Calandula setzt sich aus fünf Gemeinden (Comunas) zusammen:
- Calandula
- Cuale
- Kateco Kangola
- Kinge
- Kota

## Wirtschaft
Der Wasserreichtum im Kreis ermöglicht eine ergiebige Landwirtschaft. Hauptanbauprodukte sind Maniok, Süßkartoffeln, Erdnüsse, Sesam, Mais und Zitrusfrüchte. Auch Viehzucht und Fischerei sind zu nennen.  Mit der Instandsetzung und dem Ausbau der Bewässerungsanlagen soll die Arbeit der landwirtschaftlichen Genossenschaften im Kreis unterstützt werden. Zudem fördert die Kreisverwaltung die Viehzucht mit Vergabe von Ziegen und Schafen. Der ehemals bedeutende Kaffeeanbau soll in Zukunft wieder Fuß fassen im Kreis. Auch der Bau einer Markthalle in der Kreisstadt und die Errichtung von Mühlen und Bäckereien in einigen weiteren Ortschaften sollen die Nahrungsmittelsicherheit und die wirtschaftliche Entwicklung im Kreis steigern.  Seit 2013 verfügt Calandula zudem über eine landwirtschaftliche Fachschule. Mit der Ausbildung von Fachkräften soll auch die Produktivität der Landwirtschaft im Kreis erhöht werden.
Der Tourismus war hier lange von Bedeutung, insbesondere im Zusammenhang mit den Kalandula-Fällen. So wurde 1940 nach einem Entwurf des österreichischen Architekten Franz Schacherl eine Pousada geplant, die erst später nach Plänen eines portugiesischen Architekten errichtet wurde. Bis 1974 war das Gasthaus in Betrieb, wurde jedoch nach der Unabhängigkeit 1975 und dem Beginn des angolanischen Bürgerkriegs (1975–2002) aufgegeben. 2009 erwarb ein Investor das Gebäude, um es in Zukunft zu renovieren und erneut als Hotel zu betreiben. Seit 2008 verfügt der Kreis mit dem Hotel Yonaka bereits über ein Vier-Sterne-Hotel, weitere Betriebe des Hotel- und Gaststättengewerbes sind angekündigt. Der Tourismus im Kreis gilt insgesamt als vor seiner Neugeburt stehend.